# Tony Crombie
Anthony John "Tony" Crombie (27. august 1925 i London, England – 18. oktober 1999) var en engelsk jazztrommeslager. 
Crombie brød igennem med Rock and roll orkesteret The Rockets efter at havde spillet jazz i en række år uden succes. I dette band medvirkede Shadows bassisten Jet Harris. Gruppen spillede i stil med Bill Haleys Comets , og var den første smag på rock i England. 
Crombie var også fast akkompagnatør på Ronnie Scotts Jazzklub i London, hvor han akompagnerede gæstende amerikanske jazzmusikere som Tony Bennett, Ella Fitzgerald, Ben Webster, Coleman Hawkins og Don Byas.

## Eksterne links/kilder
- Mindeside på jazzprofessional.com

¨